# Stig Olin
Stig Olin, ursprungligen Högberg, född 11 september 1920 i Kungsholms församling, Stockholm, död 28 juni 2008 i Kungsholms församling i Stockholm, var en svensk skådespelare, regissör, sångare, radioman och låtskrivare.

## Biografi
Stig Olin var utomäktenskaplig son till en apotekare och tillbringade sina första år på barnhem. I skolåldern adopterades han av det barnlösa paret ingenjör Nils G. Olin (1884–1961) och Siri, född Thorngren (1892–1953). Han slog igenom i filmer där han spelade pojkar eller unga, inte sällan osympatiska, män. Han medverkade i Ingmar Bergmans två första filmer, Hets och Kris, samt ytterligare i ett antal av dennes produktioner på 1940- och 1950-talen. 1947 var han i USA med Edvard Persson och spelade in Jens Månsson i Amerika, och han samarbetade ett flertal gånger med Hasse Ekman.
Under åren 1953–1957 regisserade han sex filmer, däribland två av Povel Ramels första alster. Filmen Gäst i eget hus bygger delvis på hans eget livs historia som bortadopterat barn, vilket han också beskriver i sin självbiografi, Trådrullen (1981). Parallellt skördade han framgångar som regissör på privatteatrar i Stockholm och Göteborg.
Allt detta ändrades dock dramatiskt efter en allvarlig sjukdom, vilken tvingade honom att förändra hela sin yrkesväg. Han drabbades vid 38 års ålder av en blödning i hjärnan och var därefter under en tid totalförlamad. 1959 anställdes Olin som producent på Sveriges Radio. Där avancerade han till programchef 1972. Han var bland annat värd i programmet Sommar och gjorde intervjuserier och porträttprogram (bland annat om Zarah Leander). Olin pensionerades 1980.
Stig Olin skrev även populära schlager som En gång jag seglar i hamn, Jag tror på sommaren, Karusellvisan och På söndag. Den sistnämnda sjöng han in på skiva som blev en hit 1953, och andra sjöngs in av hans barn.
Åren 1944–1980 var han gift med skådespelaren Britta Holmberg (1921–2004) och de fick tre barn: sångaren Mats Olin (1947–2023), Per (1950–1960) och skådespelaren Lena Olin (född 1955). Åren 1980–1990 var Olin gift med skådespelaren Helena Kallenbäck (född 1944).
Olin är begravd på Norra begravningsplatsen i Stockholm.

## Filmografi i urval
- 1941 – Den ljusnande framtid
- 1941 – Göranssons pojke
- 1943 – Ordet
- 1943 – Ungt blod
- 1944 – Hets
- 1944 – Den osynliga muren
- 1945 – Två människor
- 1945 – Tre söner gick till flyget
- 1946 – Kris
- 1946 – Johansson och Vestman
- 1946 – Rötägg
- 1946 – Ballongen
- 1947 – Jens Månsson i Amerika
- 1947 – Kvinna utan ansikte
- 1948 – Var sin väg
- 1948 – Hamnstad
- 1948 – Eva
- 1949 – Farlig vår
- 1949 – Hur tokigt som helst
- 1949 – Fängelse
- 1949 – Flickan från tredje raden
- 1950 – Till glädje
- 1950 – Kvartetten som sprängdes
- 1950 – Sånt händer inte här
- 1951 – Dårskapens hus
- 1952 – En fästman i taget
- 1952 – Klasskamrater
- 1952 – Farlig kurva
- 1954 – Flickan, hunden och bilen
- 1954 – Gula divisionen
- 1955 – Den underbara lögnen
- 1955 – Mord, lilla vän
- 1956 – Sceningång
- 1956 – Rasmus, Pontus och Toker
- 1987 – Jim och piraterna Blom
- 1988 – Vargens tid
- 1991 – Tre kärlekar (TV-serie, gästroll)

### Regi
- 1953 – I dur och skur
- 1953 – Resan till dej
- 1954 – Gula divisionen
- 1955 – Mord, lilla vän
- 1955 – Hoppsan!
- 1956 – Swing it, fröken
- 1956 – Rasmus, Pontus och Toker
- 1957 – Gäst i eget hus
- 1958 – Du är mitt äventyr

### Filmmanus
- 1953 – I dur och skur
- 1953 – Resan till dej
- 1954 – Gula divisionen
- 1955 – Mord, lilla vän
- 1956 – Swing it, fröken
- 1957 – Gäst i eget hus
- 1958 – Du är mitt äventyr

## Teater

### Regi
| År   | Produktion                                             | Upphovsmän                                            | Teater                   |
| ---- | ------------------------------------------------------ | ----------------------------------------------------- | ------------------------ |
| 1954 | Thehuset Augustimånen The Tea House of the August Moon | John Patrick                                          | Intiman                  |
| 1955 | Thehuset Augustimånen The Tea House of the August Moon | John Patrick                                          | Helsingborgs stadsteater |
| 1958 | Bäddat för tre Monsieur Masure                         | Claude Magnier                                        | Vasateatern              |
| 1978 | Sommarnattens leende A Little Night Music              | Stephen Sondheim och Hugh Wheeler                     | Folkan                   |
| 1979 | Annie                                                  | Charles Strouse, Thomas Meehan och Martin Charnin     | Folkan                   |
| 1980 | Bäddat för tre Monsieur Masure                         | Claude Magnier Översättning Eva Thisell och Stig Olin | Folkan                   |
| 1982 | Sound of Music                                         | Richard Rodgers och Oscar Hammerstein II              | Folkan                   |
| 1983 | Snövit och de sju dvärgarna                            | Beppe Wolgers                                         | Folkan                   |
| 1990 | Förvillande lik Busybody                               | Jack Popplewell Översättning Johan Celander           | Helsingborgs stadsteater |

### Roller
| År   | Roll                                    | Produktion                                          | Regi               | Teater         |
| ---- | --------------------------------------- | --------------------------------------------------- | ------------------ | -------------- |
| 1940 | Allan                                   | Idag blir igår Martha Lundholm                      | Martha Lundholm    | Vasateatern    |
| 1942 |                                         | Min syster Eileen Joseph Fields och Jerome Chodorov | Gösta Folke        | Vasateatern    |
| 1944 |                                         | Livet är ju härligt William Saroyan                 | Per Knutzon        | Oscarsteatern  |
| 1951 | Bo Swedenhielm                          | Swedenhielms Hjalmar Bergman                        | Harry Roeck-Hansen | Blancheteatern |
| 1952 | Bernie Dodd                             | Come back Clifford Odets                            | Harry Roeck-Hansen | Blancheteatern |
| 1952 | Christer Björklund, löjtnant vid flyget | Fullmåne Hasse Ekman                                | Hasse Ekman        | Intiman        |
| 1954 | Kapten Fisby                            | Thehuset Augustimånen John Patrick                  | Stig Olin          | Intiman        |

## Radioteater
| År   | Roll                    | Produktion                                           | Regi        |
| ---- | ----------------------- | ---------------------------------------------------- | ----------- |
| 1950 | Trollkarlen             | Hillmans detektivbyrå: Melodimysteriet Folke Mellvig | Lars Madsén |
| 1951 | Violinisten Bert Hammar | Hillman & Son: Mord på löpande band Folke Mellvig    | Lars Madsén |